# Минюшино
Минюшино — деревня в Брейтовском районе Ярославской области. Входит в состав Брейтовского сельского поселения.
Расположена в 15 км от села Брейтово у слияния рек Горшовки и Каменки.
Деревня основана в самом начале XX века выходцами из села Великое Брейтовского района (в настоящее время села Великое не существует). Этимология названия не ясна, однако, среди местных жителей бытует представление, что название повелось в честь некоего Минюши — первого жителя деревни, отвечавшего за распределение участков.
На 1 января 2007 года численность населения деревни составляет 16 человек.
Число жителей \ хозяйств:37:

## Население
| 2007 | 2010 |
| ---- | ---- |
| 16   | ↘13  |

| 2001  | 2002  | 2003  | 2004  | 2005  |
| ----- | ----- | ----- | ----- | ----- |
| 24\14 | 21\13 | 25\12 | 25\12 | 20\12 |